# Università (métro de Naples)
Università est une station de la ligne 1 du métro de Naples, située sous la Piazza Giovanni Bovio, dans le quartier Porto. Inaugurée le 26 mars 2011, elle fait partie des « stations d'art » du réseau napolitain, reconnues pour leur design unique. Conçue par l'architecte Alessandro Mendini et le designer Karim Rashid, elle a remporté en 2011 l'« Emirates Leaf International Award » pour son esthétique innovante.

## Histoire
Les travaux de construction débutent en 1999 et s'achèvent en 2011, avec un investissement total de 90,6 millions d'euros,. Ouverte le 26 mars 2011, la station prolonge initialement la ligne 1 depuis Dante avant l'extension vers Garibaldi en 2013.

## Caractéristiques
Située à 31 mètres de profondeur, la station couvre une superficie de 4 792 m2, avec une zone d'intervention de 11 300 m2. Elle est dotée de deux voies dans des tunnels distincts, avec des quais latéraux et une pente de 1 %. 
La station dispose de deux entrées principales :
- Une face au Palazzo della Borsa, siège de la Chambre de commerce.
- Une autre sur le trottoir opposé, équipée d’un ascenseur.

Les escaliers d'accès sont ornés de carreaux gravés de mots modernes, symbolisant l'innovation linguistique.

### Conception artistique
Università est une « station d'art », caractérisée par un design futuriste. Les couleurs dominantes, fuchsia et vert acide, distinguent les deux quais. Parmi les œuvres notables :
- Synapsi, une sculpture de Rashid évoquant le réseau neuronal du cerveau.
- Les colonnes « Conversational Profile », inspirées du profil de Rashid.
- Des panneaux muraux à effets stéréoscopiques tridimensionnels le long des quais.
- Des représentations colorées de Dante et Béatrice sur les escaliers d’accès.

Des jeux de lumière et des effets optiques animent les mezzanines, créant une expérience immersive.

## Services
La station propose :
- Accessibilité pour les personnes à mobilité réduite
- Escaliers mécaniques
- Distributeurs automatiques de billets
- Vidéosurveillance

## Correspondances
Università est connectée au trolleybus et aux autobus urbains et interurbains. Elle permet un accès facile aux zones portuaires (Via Nuova Marina, via Depretis, via Colombo) et au Corso Umberto I, une artère commerçante.

## Localisation et desserte
Située sous la Piazza Giovanni Bovio, la station dessert le quartier Porto et les universités environnantes, notamment les facultés de droit, sciences politiques, lettres et philosophie de l'Université de Naples - Frédéric-II et les bâtiments historiques de l'Université de Naples - L'Orientale.

## Galerie

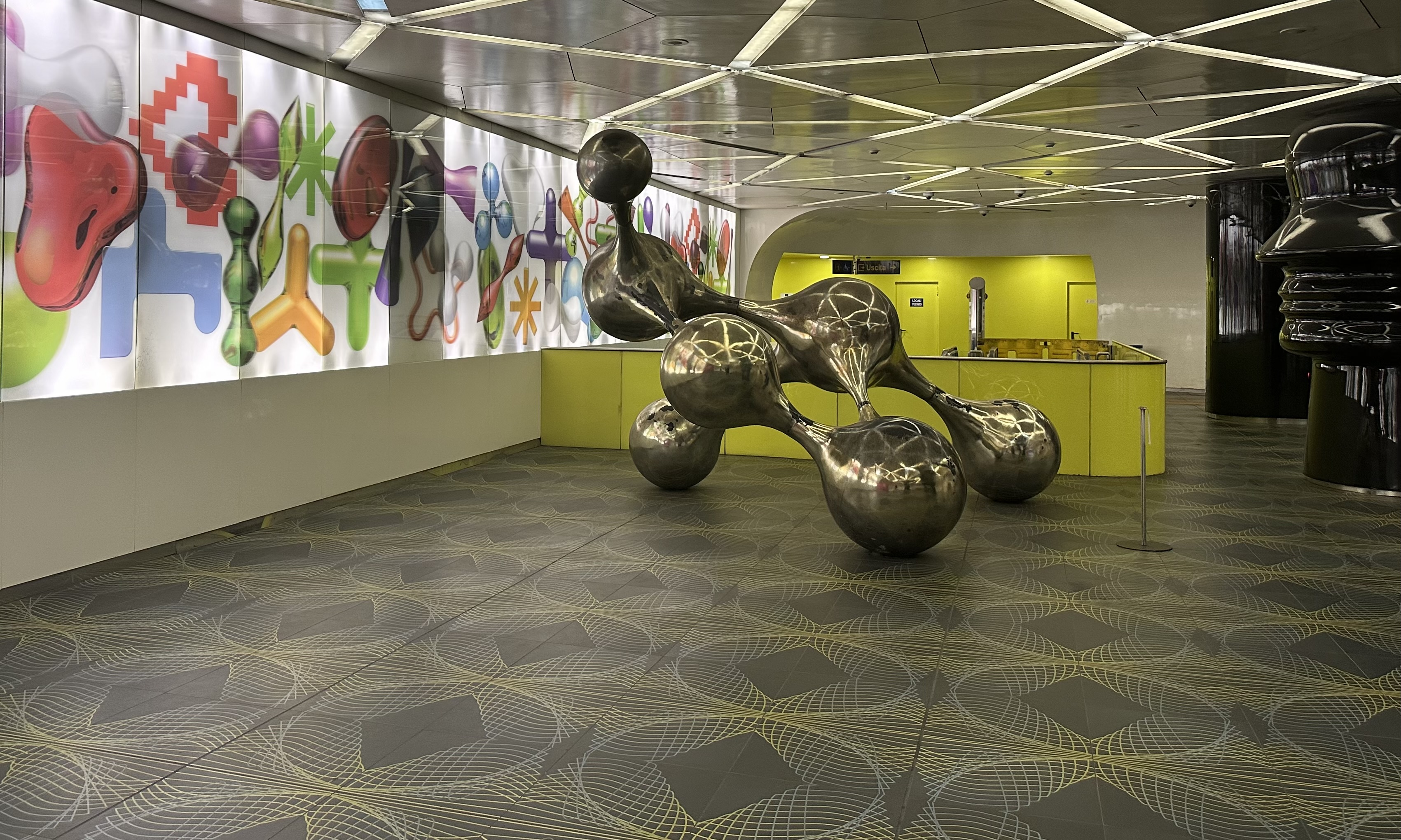
Mezzanine de la station
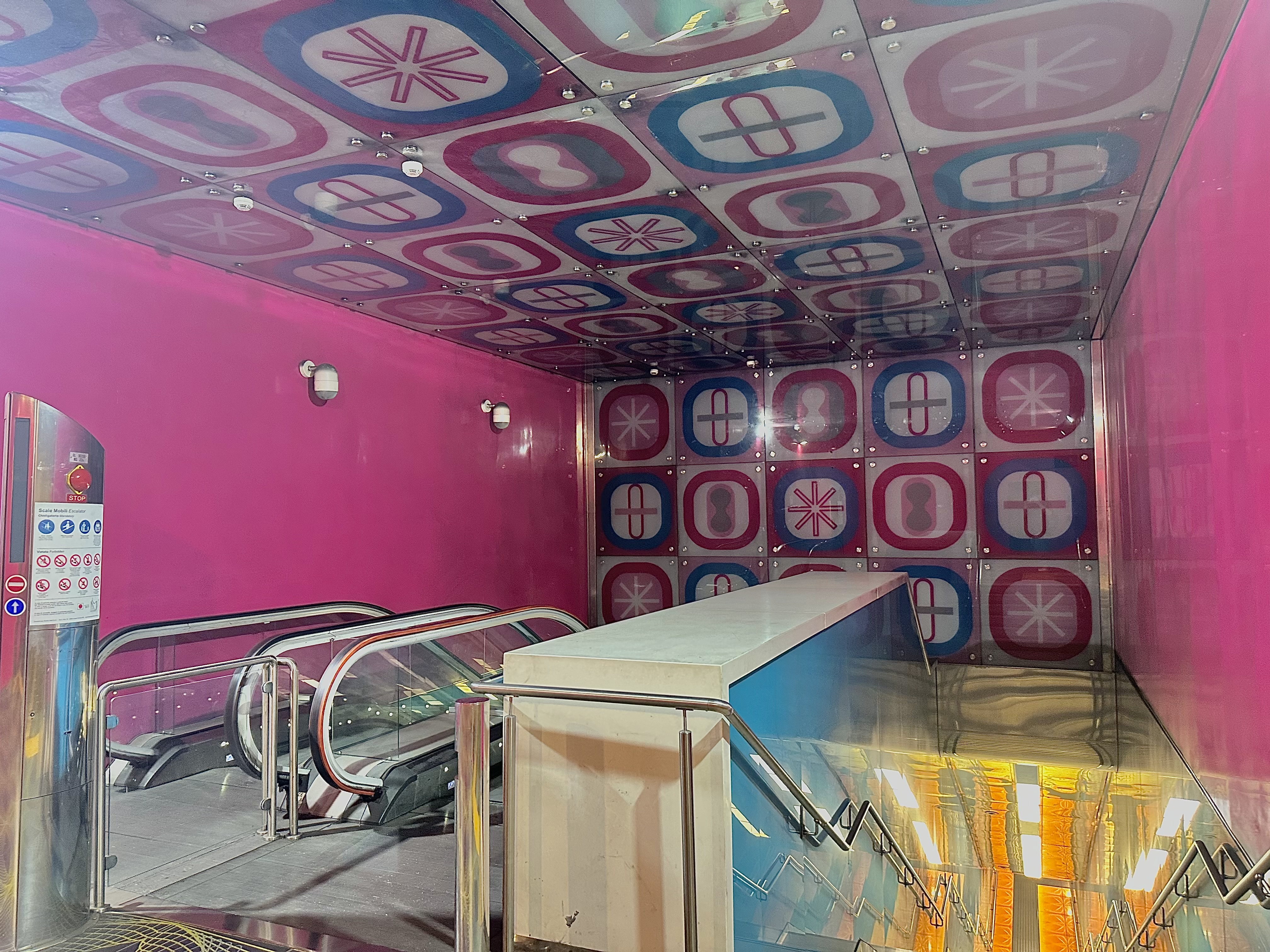
Escaliers mécaniques et traditionnels